# ナンクロ (ハドソン)
『ナンクロ』は、ハドソンが2006年12月21日に発売したニンテンドーDS用ソフト。同社のパズルシリーズVol.8。問題提供・世界文化社。
パズル自体のルールはナンバークロスワードパズルを参照。

## ゲームの概要
- 問題総数は300問。
- 入力方法はタッチペンによる手書きとキーボードの2種類から選択可能。